# Gare de Motspur Park
La gare de Motspur Park (en anglais : Motspur Park railway station, est une gare ferroviaire de la ligne Sutton and Mole Valley lines (en), en zone 4 Travelcard. Elle  est située sur la Station Road  à Motspur Park (en) dans le borough londonien de Merton sur le territoire du Grand Londres.
C'est une gare Network Rail desservie par des trains South Western Railway.

## Service des voyageurs

### Intermodalité
La gare est desservie par les bus 213, 613, K1 et K5.